# رسن، مقدونیه
رسن، مقدونیه (به لاتین: Resen, Macedonia) یک منطقهٔ مسکونی در جمهوری مقدونیه است که در رسن واقع شده‌است.

## خصوصیات
رسن ۸٬۷۴۸ نفر جمعیت دارد و ۸۸۵ متر بالاتر از سطح دریا واقع شده‌است.

## نگارخانه

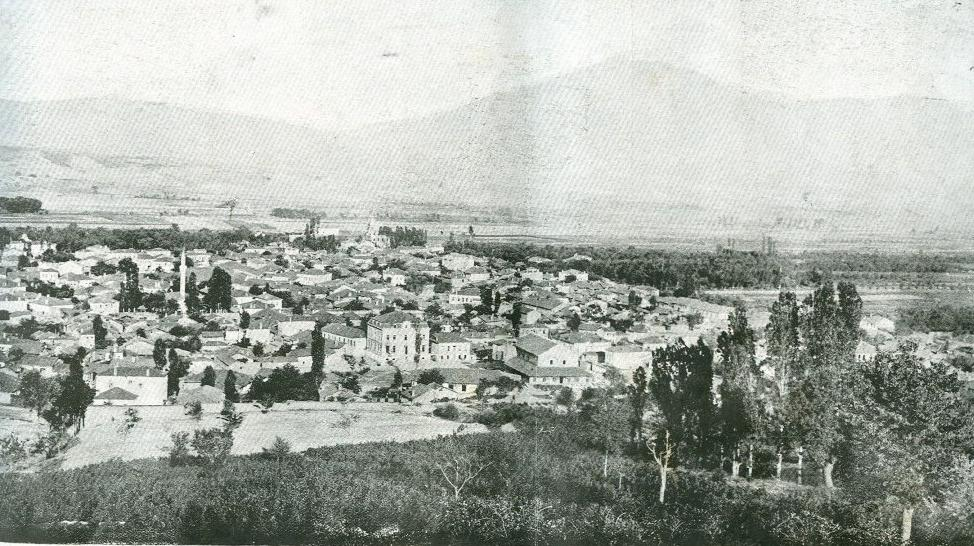
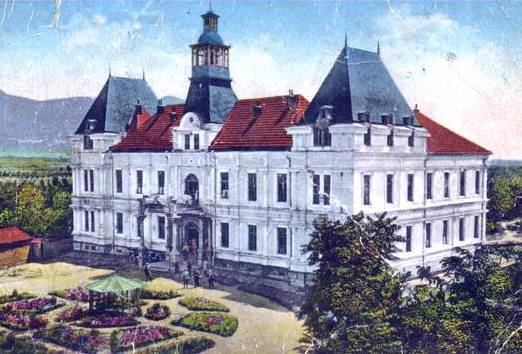